# Baroh Geunteut
Baroh Geunteut is een bestuurslaag in het regentschap Aceh Besar van de provincie Atjeh, Indonesië. Baroh Geunteut telt 295 inwoners (volkstelling 2010).